# Prêmio Memorial Ackermann-Teubner
O Prêmio Memorial Ackermann-Teubner (em alemão:  Alfred Ackermann-Teubner-Gedächtnispreis zur Förderung der Mathematischen Wissenschaften) foi estabelecido em 1912 pelo engenheiro e editor Alfred Ackermann-Teubner (1857–1941) juntamente à Universidade de Leipzig. O primeiro prêmio foi concedido em 1914. Os temas do prêmio englobam
- História, filosofia, ensino
- Matemática, em especial aritmética e álgebra
- Mecânica
- Física matemática
- Matemática, em especial análise
- Astronomia e teoria do erro
- Matemática, em especial geometria
- Matemática aplicada, em especial geodésia e geofísica

## Recipientes
| Ano  | Recipiente                   | Razão para o prêmio                                                        | Imagem                                  |
| ---- | ---------------------------- | -------------------------------------------------------------------------- | --------------------------------------- |
| 1914 | Felix Klein                  |                                                                            | Felix Klein                             |
| 1916 | Ernst Zermelo                |                                                                            | Ernst Zermelo                           |
| 1918 | Ludwig Prandtl               |                                                                            | Porträtaufnahme von Ludwig Prandtl 1937 |
| 1920 | Gustav Mie                   |                                                                            | Gustav Mie                              |
| 1922 | Paul Koebe                   |                                                                            | Paul Koebe                              |
| 1924 | Arnold Kohlschütter          |                                                                            |                                         |
| 1926 | Wilhelm Blaschke (1885-1962) |                                                                            | Wilhelm Blaschke                        |
| 1928 | Albert Defant                | Por sua obra "Das Gezeitenproblem des Meeres in Landesnähe, Hamburg 1925". |                                         |
| 1930 | Johannes Tropfke             |                                                                            | Johannes Tropfke                        |
| 1932 | Emmy Noether                 |                                                                            | Emmy Noether                            |
| 1932 | Emil Artin                   |                                                                            | Emil Artin                              |
| 1934 | Erich Trefftz                |                                                                            | Erich Trefftz                           |
| 1937 | Pascual Jordan               |                                                                            | Pascual Jordan                          |
| 1938 | Erich Hecke                  |                                                                            | Erich Hecke                             |
| 1941 | Paul ten Bruggencate         | Por seus trabalhos sobre pesquisa da atmosfera de estrelas fixas           |                                         |